# Muscarină
Muscarina (L-(+)-muscarina) este o toxină produsă de anumite specii de ciuperci otrăvitoare, precum pălăria șarpelui, numită și muscăriță sau buretele muștelor (Amanita muscaria). Cele mai mari cantități se regăsesc în genurile Inocybe și Clitocybe, în special în C. dealbata. Ciupercile din genurile Entoloma și Mycena conțin de asemenea cantități ridicate de muscarină, periculoasă prin ingestie. În specia care a oferit numele compusului, A. muscaria, nivelurile de muscarină sunt variabile, de obicei 0,0003%, uzual foarte mici și producând rar toxicitate sistemică. În speciile de Inocybe și Clitocybe, muscarina poate atinge un procent de 1,6%.

## Toxicitate
Este o neurotoxină cu acțiune la nivelul sinapselor. Acționează în principal ca agonist neselectiv al receptorilor muscarinici. Poate să producă inhibarea acetilcolinesterazei (enzimă care are rolul de a descompune acetilcolina din spațiul sinaptic după ce aceasta stimulează terminațiile nervoase postsinaptice). Astfel acetilcolina persistă în spațiul sinaptic, producând stimularea continuă a neuronului subiacent. Acest fapt determină stări de excitație excesivă, paralizia centrului respirator, mioză (micșorarea pupilei oculare), hipersalivație și lăcrimare abundentă. Toxina a fost izolată prima oară în anul 1869 din ciuperca „Amanita muscaria”, după care a și fost denumită „muscarină”. Este un toxic halucinogen. Ulterior s-a detectat și toxina numită „muscimol” care se află în cantitate mult mai mare în ciupercă (500 de mg), față de muscarină, din care sunt numai 2-3 mg. Antidotul utilizat în intoxicația cu muscarină este atropina.